# Teljesítménytúra
A teljesítménytúra a természetjárás egy speciális ágazata, melynek során a szervezők által kijelölt útvonalat kell egy meghatározott időn belül végigjárni. A sikeres teljesítéshez a szintidő betartásán kívül az útvonalon elhelyezett ellenőrzőpontok érintése is szükséges. Ezt a menetlevélbe, a pontőrök által történő bejegyzések igazolják.
A teljesítménytúrák célja: a természetjárók fizikai teljesítőképességének, erőnlétének, állóképességének növelése, a rendszeres túratevékenységre való ösztönzés, és a szabadidő hasznos eltöltése.

## Története
A magyar teljesítménytúrázás története 1980-ra nyúlik vissza, mikor a Kinizsi Természetbarát Egyesület Encián Magashegyjáró Szakosztályának öt tagja a nagyszombati százas túráról hazatérve úgy döntött, hogy a hazai természetjáró társadalommal is megismerteti a teljesítménytúrázás szépségeit. Egy évre rá, 1981-ben hirdették meg az első Kinizsi Százas teljesítménytúrát.
Az új sportág jó visszhangra talált, hatására az ország sok részén évről évre egyre többen hirdettek meg teljesítménytúrákat, némelyiken a résztvevők száma meghaladja az ezer főt.

## Szolgáltatások
A teljesítménytúrák szervezői gyakran segítik a résztvevőket bizonyos szolgáltatásokkal, bár ezek eseményenként eltérőek. Tipikus ilyen szolgáltatások:
- Útbaigazítás az ellenőrzőpontokon, a rosszul vagy bizonytalanul jelzett helyeken kiigazítás szalagozással, táblákkal vagy felragasztott feliratokkal
- Frissítőpontok – leggyakrabban vajaskenyér vagy zsíroskenyér hagymával, alma, keksz, szőlőcukor, víz, illetve télen tea
- Szállás a kiindulási és/vagy célpontban
- Melegétel a célban
- Szintidő mérése
- Díjazás: általában kitűző vagy jelvény és emléklap vagy oklevél
- Csomagszállítás, illetve -megőrzés
- Tisztálkodási lehetőség biztosítása
- Gyakran van szükség ideiglenes jelzések elhelyezésére is, például táblák vagy szalagok az útvonal mentén
- A túraútvonal ellenőrzése és szükség esetén takarítása, az ideiglenes jelzések eltávolítása szintén a szervezők feladata

## A menetlevél
A teljesítménytúra résztvevői a nevezési díj befizetésekor menetlevelet kapnak, ami általában ezeket az információkat tartalmazza:
- A rendezőség elérhetőségét a rendezvény ideje alatt. Veszély esetén hívható telefonszámok.
- A rendezvény által érintett településeken a busz- és vonatmenetrendek.
- A túra útvonalának rövid leírása.
- Térképvázlat
- Szintmetszet
- Az útvonal táv- és szintadatai táblázatos formában, feltüntetve az ellenőrző pontok nyitvatartását és a vízvételi lehetőségeket.
- Az ellenőrző pontok érintését igazoló pecsétek helye is a menetlevélben található, általában a pecsételőhely nyitvatartásával együtt.

Mindezek mellett a menetlevél gyakran tartalmaz ismertetőt a szervező egyesület történetéről, a szervezés okáról, emléktúra esetén a felidézett személy életéről, munkásságáról. Egyes menetlevelekben számos hasznos tanácsot is olvashatnak a résztvevők (megfelelő ruházat, lábbeli stb.).

## Teljesítménytúrázók minősítési rendszere
E rendszeres sporttevékenység népszerűsítése és méltó elismerése céljából a Teljesítménytúrázók Társasága évről évre meghirdeti az Év Teljesítménytúrázója címet és a Teljesítménytúrázók Minősítési Rendszerét. Pályázni a naptári évben teljesített túrákkal lehet, melyek pontértéke az adott túra hosszának és szintemelkedésének függvénye.

## Teljesítménytúrák Magyarországon kívül
Közép-Európában több országban is elterjedt a teljesítménytúrázás, bár némileg eltérő szokásokkal.
- Csehországban a teljesítménytúrák általában kevesebb ellenőrzőpontot tartalmaznak, általában csak 20-25 kilométerenként egyet

## Külső hivatkozások
- Teljesítménytúrázók Társasága
- Teljesítménytúra topic az index.hu fórumán